# 노르아우스틀라네섬
노르아우스틀라네섬(노르웨이어: Nordaustlandet, "북동쪽섬")은 노르웨이령 스발바르 제도에서 두 번째로 큰 섬이다. 넓이는 14,600 km2이고, 상주 인구는 없다. 스피츠베르겐섬의 북동쪽에 자리하고 있다.